# Audrey Ferris
Pour l’article homonyme, voir Ferris.
Audrey Ferris née Audrey Kellar, (30 septembre 1909 - 3 mai 1990), est une actrice de cinéma  américaine de la période du cinéma muet de la fin des années 1920 au début des années 1930, et du cinéma parlant.

## Biographie
Née à Détroit dans le Michigan, Audrey Ferris déménage d'abord en 1926, à Hollywood afin de commencer une carrière d'actrice. Chanteuse, danseuse et maîtrisant le violon, elle espère mettre bientôt en valeur ses aptitudes. En 1927, elle obtient un premier rôle dans Woman's Law, aux côtés de l'acteur principal Lillian Rich. Puis dans le film The Singer Jazz de 1927, elle met à profit son savoir-faire en chantant avec Myrna Loy des chansons accompagnées au piano. Même si ce film n'est pas le premier film parlant, il reste un film avant-gardiste de la Warner Bros., expérimentant les débuts du procédé Vitaphone permettant d'entendre, les chanteuses de jazz interprétant notamment The Plantation Act, Mama Darling et le chanteur de Jazz, à la grande satisfaction des spectateurs. Ensuite, elle enchaîne 6 films et 8 autres, tous dans des rôles féminins principaux, en 1928, année durant laquelle elle est promue une des treize starlettes par la WAMPAS, avec notamment Sue Carol et Lupe Vélez. 
En 1929, elle ne fait que trois films mais, à l'opposé de beaucoup d'autres actrices du muet, elle fait en revanche une excellente transition entre le muet et le parlant en 1930. Néanmoins, elle n'est à l'affiche que dans un seul film cette année-là, et dans seulement deux l'année suivante en 1932. En 1933, elle joue dans deux films dont le film Justice Takes a Holiday, aux côtés de H. B. Warner et de Huntley Gordon. Son dernier rôle fut en 1935 dans le film  The Marriage Bargain avec Lon Chaney Jr. et Lila Lee. Elle prend sa retraite de l'Industrie du cinéma au fil du temps et part s'installer finalement à Los Angeles en Californie où elle intègre le bureau du secrétariat du District Attorney de Los Angeles.  
Elle décède  à Los Angeles, en 1990, à l'âge de 80 ans.

## Filmographie
(janvier 2023).
- 1927 :   Woman's Law, dans Rose La Pierre, réalisé par Dallas M. Fitzgerald
- 1927 :   The Silver Slave, dans Janet Randall, réalisé par Howard Bretherton
- 1927 :   Ginsberg the Great, dans Mary, réalisé par Byron Haskin
- 1927 :   The Singer Jazz, dans une chanteuse, réalisé par Alan Crosland
- 1927 :   Sailor Izzy Murphy, dans Marie, réalisé par Henry Lehrman
- 1927 :   Slightly Used, dans Helen Martin, réalisé par Archie Mayo
- 1928 :   Women They Talk About, dans Audrey Hughes, réalisé par Lloyd Bacon
- 1928 :   Powder My Back, dans Ruth Stevens, réalisé par Roy Del Ruth
- 1928 :   Rinty of the Desert, dans May, réalisé par D. Ross Lederman
- 1928 :   The Little Wildcat, dans June, réalisé par Ray Enright
- 1928 :   The Lion and the Mouse, (non crédité), réalisé par Lloyd Bacon
- 1928 :   Beware of Bachelors, dans May, femme, réalisé par Roy Del Ruth
- 1928 :   Beware of Married Men, dans Helene Martin, réalisé par Archie Mayo
- 1928 :   The Little Wildcat, dans Audrey, réalisé par Ray Enright
- 1929 :   Fancy Baggage, dans Naomi Iverson, réalisé par Joseph Santley
- 1929 :   The Glad Rag Dog, dans Bertha Fairchild, réalisé par Joseph Santley
- 1929 :   Honky Tonk, dans Jean Gilmore, réalisé par Lloyd Bacon
- 1930 :   Undertow, dans Kitty, réalisé par Snub Pollard
- 1932 :   Taxi, (non crédité), réalisé par Roy Del Ruth
- 1932 :   That Rascal, ?????, réalisé par Al Christie
- 1932 :   Honeymoon Beach, dans Connie Watts, réalisé par  Harry Edwards
- 1933 :   Justice Takes a Holiday , dans Margaret Walker, réalisé par Spencer Gordon Bennet
- 1935 :   The Marriage Bargain, dans Mabel Stanhope, réalisé par Albert Ray